# 3aMIE
3aMIE (Accueil, Aide, Accompagnement des jeunes et Mineurs Isolés Étrangers) est une association qui propose une scolarité pour les jeunes migrants à Grenoble.

## Mission
La principale mission de 3aMIE est de proposer une scolarité de 25h par semaine assurée par des enseignants-bénévoles à destination de jeunes migrants (15-21 ans) qui n'ont accès à aucun dispositif institutionnel de formation en raison de leur âge ou de leur situation administrative. Elle vise en priorité à leur intégration dans un établissement scolaire de l'éducation nationale et elle propose aussi des formations qualifiantes générales (DELF, PSC1, ASR) et professionnelles (CAP, Titre professionnel).

## Historique
Créée en 2017, l'association s'adresse initialement à un public de MNA en recours administratif pour faire reconnaître leur minorité. Ces jeunes, qui ne peuvent bénéficier d'aucune prise en charge institutionnelle, expriment souvent un fort désir de se former et d'aller à l'école. La création de 3aMIE vise ainsi à leur proposer une "alternative à la rue, à l'oisiveté et à la désespérance". L'association accueille 11 élèves qui sont orientés en fin d'année scolaire vers un collège ou lycée. Au démarrage les élèves sont principalement orientés vers des établissements privés qui acceptent de les scolariser gratuitement.
En 2017 et 2018, les équipes de bénévoles de 3aMIE sont consolidées, ce qui permet d'accueillir autour de 25 élèves quotidiennement.
En mars 2019, 3aMIE co-organise une Agora pour formuler des propositions afin d'améliorer le parcours de vie de ces jeunes. Quatre thématiques sont abordées: la santé, le logement, le travail et la vie quotidienne. La parole des jeunes est ainsi prise en compte pour faire émerger des solutions concrètes. Cette Agora aboutit  à deux initiatives concernant le parrainage et l'accès à une formation professionnelle.
À partir de septembre 2019, les cours de 3aMIE sont assurés dans de nouveaux locaux prêtés par la ville de Grenoble  et le public est élargi à une trentaine d'élèves. En janvier 2020, cette augmentation de la capacité d'accueil de 3aMIE, associée à une diminution d'arrivée de MNA en Isère et au changement de politique du Rectorat qui scolarise désormais les mineurs même si leur minorité n'est pas encore administrativement reconnue, conduit l'association à élargir son public d'élèves aux jeunes majeurs étrangers de moins de 21 ans.
L'évolution du public, moins susceptible d'intégrer l'Éducation nationale en raison de son âge, incite 3aMIE à proposer des formations qualifiantes, en particulier le DELF pour les élèves débutants et le CAP pour les élèves avec un niveau scolaire plus avancé. Deux CAP sont préparés dans les domaines du bâtiment et de la restauration. Les élèves s'inscrivent en candidat libre, se préparent aux épreuves générales et techniques grâce aux enseignants-bénévoles et réalisent des stages en entreprise pour compléter leur formation. Les enseignements techniques sont dispensés sur deux ateliers : pour les métiers du bâtiment, l'atelier se situe dans le village AFPA à Pont-de-Claix et pour les métiers de la restauration, l'atelier est animé par une association partenaire : Cuisines sans Frontière. En 2021 quatre élèves ont ainsi validé un CAP. En 2022 onze élèves ont validé un CAP.
Dans les années suivantes, entre 40 et 60 élèves sont scolarisés quotidiennement à 3aMIE grâce au soutien de 60 bénévoles présents chaque semaine, animés par une équipe de cinq salariés et trois services civiques. A la rentrée 2024, 3aMIE déménage dans une ancienne école maternelle mise à disposition par la mairie de Grenoble, ce qui permet d'élargir les capacités d'accueil et de réunir l'école et les ateliers techniques du bâtiment en un même lieu.

## Projets
- École : 25h par semaine de cours assurés par des équipes d'enseignants-bénévoles en français, mathématiques, histoire-géographie, philosophie, expression orale et écrite, informatique, éducation civique, sport, arts, etc.[3] À leur arrivée à 3aMIE, les élèves réalisent un test de positionnement puis sont affectés dans un groupe en fonction de leur maîtrise du français et de leur niveau scolaire, qui peut aller de l'alphabétisation pour des élèves n'étant jamais allé à l'école dans leur pays d'origine à un niveau de fin de collège[2]. Chaque cours est assuré par un groupe de bénévoles afin de favoriser une pédagogie d'équipe[11].
- Préparation de diplômes à l'école : les élèves débutants préparent en priorité le DELF pour valider leur maîtrise du français. D'autres diplômes (DELF, PSC1, ASR)[4] sont aussi préparés.
- Formations professionnelles : la formation théorique et pratique est assurée par des enseignants-bénévoles. Pour les métiers du bâtiment (revêtement, électricité, plomberie, menuiserie, peinture) les cours sont assurés dans des ateliers se situant sur le village AFPA à Pont-de-Claix[3] puis à partir de 2024 dans les locaux de l'école 3aMIE. Pour les métiers de la restauration les cours pratiques sont assurés en partenariat avec Cuisine sans Frontières[3]. Les élèves s'inscrivent en candidat libre auprès du Rectorat pour passer le CAP, ou auprès d'un organisme certificateur pour le Titre professionnel[3]. 3aMIE étant enregistrée comme organisme de formation, elle a la possibilité de signer des conventions de stage pour compléter l'apprentissage des élèves par des stages en milieu professionnel[4].
- Parrainage des jeunes étrangers isolés : lors de l'Agora organisée en partenariat avec Y-Nove en mars 2019[9], les élèves expriment leur souhait d'être accompagnés dans la vie quotidienne par un adulte référent qui les épaule, avec qui ils puissent partager des temps de convivialité et nouer une relation de confiance sur la durée, qui les aide à coordonner leurs démarches et à mieux comprendre la culture française[2],[10],[15]. Ce parrainage s'organise dans un cadre inter-associatif avec une charte de parrainage, un accompagnement personnalisé, des formations et des groupes d'échanges réguliers, afin de fournir un cadre rassurant pour les filleuls comme pour les parrains et marraines impliqués[16].
- Abri jeunes : hébergement de 24 jeunes majeurs étrangers dans une montée d'immeuble du quartier de l'Abbaye prêtée par la Grenoble Alpes Métropole. L'accompagnement dans l'hébergement est assuré par l'APARDAP, la Cimade et 3aMIE[10].

## Financements
Le financement de 3aMIE est assuré principalement par le soutien de fondations privées et par une campagne de financement participatif organisée chaque fin d'année. Des subventions publiques viennent compléter le fonctionnement, en particulier des soutiens de l'État, de la Mairie de Grenoble et de la Métropole.

## Membres fondateurs
3aMIE a été créée par sept membres fondateurs : la Compagnie de Marie Notre-Dame, le Diaconat Protestant, la Cimade, le Secours catholique, Inter'Actions, Coups de Pouce Étudiant Grenoble et les Apprentis d'Auteuil.
L'association est membre du collectif Migrants en Isère.

### Sources
(mars 2023).
- Accueil, Aide et Accompagnement au coeur de l'action de 3aMIE, Le Dauphiné Libéré, 10 octobre 2017.
- Les mineurs isolés à Grenoble, Arte Radio, 7 mars 2018
- 3aMIE, l'association qui fait école aux jeunes migrants, Le Dauphiné Libéré, 19 juin 2018.
- A Grenoble, l'association 3aMIE accompagne les jeunes migrants mineurs isolés, France3, 12 octobre 2018
- Intégration des jeunes migrants, 19/20 Alpes, France3, 20 mars 2019
- Agora avec 3aMIE et Y-Nove, RCF, 20 mars 2019
- L'association grenobloise 3aMIE accompagne les mineurs non accompagnés : à l’école des invisibles, Le Dauphiné Libéré, 28 novembre 2019.
- La Fondation Mérigot soutient deux nouvelles associations grenobloises : Femmes SDF et 3aMIE, Place Gre'Net, 24 décembre 2019
- L'association 3aMIE reprend du service, RCF, 10 juin 2020
- Le Covid a privé “3aMIE” d’un tiers de ses bénévoles, Le Dauphiné Libéré, 5 septembre 2020
- Scolariser les jeunes réfugiés : 3aMIE une école pas comme les autres, 19/20 Alpes, France3, 13 novembre 2020
- 3aMIE, une jeune association grenobloise (4 ans) d’une réactivité et créativité remarquables, Bulletin de liaison de La Bouture, novembre/décembre 2020
- Une formation pour aider à l’intégration des migrants, La Vie, 15 février 2021
- L'actualité de l'association 3aMIE, RCF, 8 mai 2021
- Mineurs non accompagnés : 3aMIE fête ses diplômés, Le Dauphiné Libéré, 15 octobre 2021
- Migrants, premiers pas vers l'intégration, 12/13 Alpes, France3, 27 octobre 2021
- L'école des jeunes étrangers avec l'association 3aMIE, RCF, 29 septembre 2022
- Grenoble : entre émotion et fierté, de jeunes migrants de l'association 3aMIE ont décroché leur diplôme, France3, 17 octobre 2022
- L'association grenobloise 3aMIE fête ses 5 ans, reportage France Bleu Isère, 17 octobre 2022
- À Grenoble, une école pour permettre aux migrants de s'intégrer, Le Pèlerin, 17 novembre 2022